# (22227) Polyxenos
(22227) Polyxenos (5030 T-2) – planetoida z grupy trojańczyków okrążająca Słońce w ciągu 11,96 lat w średniej odległości 5,23 j.a. Odkryta 25 września 1973 roku.